# 佩列巴尼夫卡 (沙爾霍羅德區)
48°47′39″N 28°0′36″E / 48.79417°N 28.01000°E
佩列巴尼夫卡（烏克蘭語：Плебанівка），是烏克蘭的村落，位於該國西南部文尼察州，由日梅林卡區負責管轄，始建於1550年，面積30.84平方公里，海拔高度286米，2001年人口1,804，人口密度每平方公里58.5人。